# Байтерек (Келеський район)
Байтере́к (каз. Бәйтерек) — село у складі Келеського району Туркестанської області Казахстану. Входить до складу Кошкаратинського сільського округу.
До 2008 року село називалося Кизилту.
Населення — 1693 особи (2021; 1634 у 2009, 1300 у 1999, 1036 у 1989).